# لیندسی فراست
 لیندسی فراست (انگلیسی: Lindsay Frost؛ زادهٔ ۴ ژوئن ۱۹۶۲) یک هنرپیشه اهل ایالات متحده آمریکا است. وی از سال ۱۹۸۴ میلادی تاکنون مشغول فعالیت بوده‌است.
از فیلم‌ها یا برنامه‌های تلویزیونی که وی در آن نقش داشته است می‌توان به حلقه اشاره کرد.